# Hyloniscus kapaoniscus
Hyloniscus kapaoniscus là một loài chân đều trong họ Trichoniscidae. Loài này được Buturovic miêu tả khoa học năm 1960.